# 樱叶杜英
樱叶杜英（学名：Elaeocarpus prunifolioides）为杜英科杜英属下的一个种。

## 扩展阅读
- 維基物種上的相關：樱叶杜英